# زين (مسلسل)
زين مسلسل أردني يجمع ما بين كونه يعالج قضايا اجتماعية وكوميدية بالدراما التمثيلية.
شارك في المسلسل العديد من الممثلين العرب الأردنيين والسوريين والمصريين وكان من بطولة قيس الشيخ نجيب (بدور جاد) وصبا مبارك (بدور الشخصية المركزية زين) وأمل الدباس (بدور سلوى والدة زين) وخالد الطريفي (بدور لطفي يوسف والد زين المتوفي) ورامي دلشاد (بدور عاهد شقيق زين) وعماد المحتسب (بدور أحمد شقيق زين) وتيما الشوملي والعديد من الممثلين. كما تتجه الكاتبة ثريا حمده إلى كتابة جزء ثاني من المسلسل.

## الملخص الترويجي
تعود زين من دبي إلى عمان لتحضر مراسم دفن والدها الذي كانت تحبه كثيرا وتفهمه. يُدفن الاب وتُنبش تركته، وهي شركة إنتاج تلفزيوني - شركة «شبه مفلسة» مع ديون كثيرة. وعائلة غريبة الاطوار، هي نفس العائلة التي هربت زين منها قبل سنوات !!

## نبذة عن المسلسل
تدور أحداث المسلسل في 30 حلقة حول حياة فتاة أردنية أسمها «زين» تلعب دورها صبا مبارك، ويتناول المسلسل حياتها العائلية والعملية والمهنية، إذ تدير شركة إنتاج لعائلتها وتتطرق الأحداث لطبيعة العمل في مجالات الإنتاج والإعلام والفن، وما يميز المسلسل انه يستضيف الشخصيات بأسمائهم الحقيقية وأدوارهم الاعتيادية في الحياة.

زين هي فتاة أردنية، دفعها وفاة والدها إلى العودة إلى أرض الوطن، بعد 10 سنوات قضتها في دبي.

منذ اللحظة الأولى، تعيش زين مجموعة من المفارقات والمفاجآت، بين عائلة غابت عنها وتحاول التعرف عليها مرة أخرى، وبين شركة لا تملك من الخبرة الكفاية للحفاظ عليها. ماذا ستفعل زين؟ هل يطيب لها البقاء…أم تقررالرحيل مرة أخرى؟ العائلة والعمل… العقل والقلب…هل ستنجح في التوازن بينهم..أم تخفي لها الأيام مالم يكن على البال ولاعلى الخاطر؟

بالرغم من أن مقابلته الأولى لم تكن لتعطي انطباعا طيبا عنها، إلا ان جاد الذي تولى زمام الأمور بشركة الإنتاج الخاصة بوالدها، وجد بزين مزيج من المتناقضات، جذابة إليه.
في الحلقات القادمة..تنجح الشركة بقيادة جاد في الحصول على عقود إنتاج لفيلم مصري، إلا إن بطلة الفيلم غريبة الأطوار (تقوم بدورها نيللي كريم)، تجعل من التصوير يوما شاقا جدا، بين ولعها بعم خيري لأنه – على حسب تعبيرها –من الجيل المنقرض…وبين اختفائها المفاجئ. فإلى أين ذهبت؟ هل ينتهي التصوير بكارثة؟
أما على الجانب الآخر، إحساس زين بالوحدة، سيزيد من المسافة بينها وبين إخوتها، لتبدأ بالصدام مع أحمد، وتنتهي بعرض مسرحي لعاهد، قد يكون الأكثر فشلا بتاريخ المسرح.
نعود مرة أخرى للشركة والتي أوكلت مهمة التدريب فيها لصديقتها ريم. ريم شخصية متسلطة ستفرض النظام على الكل بما فيهم زين وجاد.. فهل تندم زين على الاستعانة بها؟
يقولون أن بهارات الحب هي الغيرة، ويبدو أن زين ستكثر من البهارات، خاصة بإعجابها الغير مبرر بماكس مدرب الرقص.
الغيرة هي ما ستدفع جاد، لإظهار جانب آخر من شخصيته لزين، للفت انتباهها، في الوقت الذي تدب فيه الغيرة بقلب زين من التقارب بين جاد وريم. مشاعر شريكين أصبحت كتابا يُقرأ من الجميع، فماذا عن أصحاب الشأن؟
منقذ واحد من هذا الجو المشحون بالعواطف والعواصف، والذي جعل من الشريكين أشبه بضرتين..فمن يكون؟
رحلة عمل من عمان إلى العقبة، تليها مغامرة غير محدودة العواقب إلى وادي ُرم، هل تفتح صفحة جديدة بين جاد وزين؟
النجم عمر وسمير..يلعب دور كيوبيد، وجاد يكاد أن يعترف !

## الممثلون
صبا مبارك - زين

قيس الشيخ نجيب - جاد

أمل الدباس - سلوى 

خالد الطريفي - لطفي يوسف

رامي دلشاد - عاهد

عماد المحتسب - احمد

دينا الشربيني - ريم

رمزي لينر - المستثمر المصري

احمد سرور - لطفي

تيما الشوملي

احمد أبو كوش- نيلان (الموظف الفلبيني)

ركين سعد - فرح (السكرتيرة)

معن صافي

نبيل كوني

نيللي كريم - ضيفة شرف

عمرو يوسف - ضيف شرف 

حورية فرغلي - ضيفة شرف

ياسر المصري

لارا الصفدي

إبراهيم أبو الخير

وليد البرماوي

ميسا طنطش

دارين سلام

نديم المصري

معتصم الفحماوي

هيفا الآغا - العمّة سمية

اشرف فرح - المحامي اشرف 

وسام طبيلة

ماكسيم عياد

احمد الغانم و
محمد زغول و
حمزة الغزو و
يوسف جعرون

## تصريحات الممثلين
اعتبرت الفنانة الجميلة صبا مبارك ان مسلسل زين هو مشروعها الشخصي حيث قالت في تصريح صحفي لها: «زين مشروعي الشخصي»، وبينت أنها بدأت في زين خطوة بخطوة منذ ولادة الفكرة وفي كتابتها وتمويلها وصولاً لتنفيذها.
وأضافت:«زين ليس فقط مسلسل معاصر انما هو مختلف عن كل المسلسلات المعاصرة، يتحدث عن الميديا وعن كواليس مهنة التمثيل وأشارت إلى أن المسلسلات الأردنية المعاصرة ما زالت جديدة بالنسبة للعالم العربي الذي اعتاد على المسلسل الأردني البدوي».

## معلومات عامة عن المسلسل
تم تصوير مشاهد المسلسل في أكثر من 100 موقع تصوير في العاصمة عمان والبحر الميت ووادي رم ومدينة
العقبة وغيرها. 

المسلسل من تأليف ثريا حمدا، المنتج المنفذ صبا مبارك، المنتجة تيما الشوملي، ومخرج العمل محمد سعود الحشكي.